# Atlético Clube Goianiense
L'Atlético Clube Goianiense, noto anche semplicemente come Atlético Goianiense, è una società calcistica brasiliana con sede nella città di Goiânia, capitale dello stato del Goiás.

## Storia
Il 2 aprile 1937, Nicanor Gordo e Joaquim Veiga fondarono il club, il primo della neonata città di Goiânia. Nicanor Gordo e Joaquim Veiga lasciarono il club appena fondato nel 1938, e si unirono al Goiânia EC, che era un altro club formato da poco.
Nel 1944, il club ha partecipato per la prima volta al Campionato Goiano, che è stato anche il primo campionato ufficiale di calcio dello stato, ed è stato conteso tra cinque club della città di Goiânia. Le altre squadre erano il Goiânia, il Vila Nova, il Goiás e il Campinas. L'Atlético Goianiense ha vinto la competizione, e questo fu il primo titolo. Nel 1957, il club ha vinto il campionato statale senza perdere una partita, vincendo anche il Torneio dos Invictos, giocato nello stesso anno.
Nel 1971, la squadra ha vinto il Torneio da Integração Nacional, dopo aver sconfitto il Ponte Preta in finale. Nel 1990, dopo aver sconfitto l'América-MG ai calci di rigore, l'Atlético Goianiense vinse il Campeonato Brasileiro Série C.
Nel 2003, l'Atlético Goianiense ha terminato all'ultimo posto del campionato statale, ed è retrocesso nella seconda divisione statale dell'anno successivo. Nel 2005, il club ha vinto la seconda divisione del campionato statale del Goiás, ottenendo la promozione nella massima divisione statale dell'anno successivo. Nel 2006, il club ha terminato al secondo posto nella massima divisione statale del campionato statale del Goiás, e ha vinto il campionato nel 2010 e nel 2011. Il club ha partecipato alla Coppa Sudamericana nel 2012.

## Organico

### Rosa 2025
Aggiornata al 18 gennaio 2025.
| N. |                    | Ruolo | Calciatore      |
| -- | ------------------ | ----- | --------------- |
| 1  | Brasile (bandiera) | P     | Ronaldo         |
| 12 | Brasile (bandiera) | P     | Emerson Junior  |
|    | Brasile (bandiera) | D     | Pedro Henrique  |
|    | Brasile (bandiera) | C     | Dodô            |
|    | Brasile (bandiera) | D     | Luiz Fernando   |
|    | Cile (bandiera)    | C     | Ángelo Araos    |
|    | Brasile (bandiera) | D     | Guilherme Romão |
|    | Brasile (bandiera) | D     | Bruno Tubarão   |
|    | Brasile (bandiera) | D     | Baralhas        |
|    | Brasile (bandiera) | D     | Sillas          |
|    | Brasile (bandiera) | C     | Rhaldney        |
|    | Brasile (bandiera) | D     | Luan Sales      |
|    | Brasile (bandiera) | D     | Airton          |
|    | Brasile (bandiera) | D     | Heron           |
|    | Brasile (bandiera) | D     | Adriano Martins |

| N. |                       | Ruolo | Calciatore         |
| -- | --------------------- | ----- | ------------------ |
|    | Brasile (bandiera)    | C     | Thayllon           |
|    | Brasile (bandiera)    | D     | Alix Vinicius      |
|    | Brasile (bandiera)    | A     | Daniel Lima        |
|    | Brasile (bandiera)    | P     | Denivys            |
|    | Brasile (bandiera)    | D     | Igor Ribeiro       |
|    | Brasile (bandiera)    | P     | Léo                |
|    | Brasile (bandiera)    | C     | Max                |
|    | Brasile (bandiera)    | A     | Derek              |
|    | Brasile (bandiera)    | C     | Luizão             |
|    | Uruguay (bandiera)    | C     | Alejo Cruz         |
|    | Paraguay (bandiera)   | A     | Brian Montenegro   |
|    | Costa Rica (bandiera) | A     | Joel Campbell      |
|    | Colombia (bandiera)   | D     | Yeferson Rodallega |
|    | Colombia (bandiera)   | C     | Mateo Zuleta       |

### Rosa 2024
Aggiornata al 10 gennaio 2024.
| N. |                    | Ruolo | Calciatore      |
| -- | ------------------ | ----- | --------------- |
| 12 | Brasile (bandiera) | P     | Emerson Junior  |
|    | Brasile (bandiera) | A     | Vágner Love     |
|    | Brasile (bandiera) | D     | Pedro Henrique  |
|    | Brasile (bandiera) | C     | Dodô            |
|    | Brasile (bandiera) | D     | Luiz Fernando   |
|    | Brasile (bandiera) | P     | Ronaldo         |
|    | Cile (bandiera)    | C     | Ángelo Araos    |
|    | Brasile (bandiera) | D     | Guilherme Romão |
|    | Brasile (bandiera) | D     | Bruno Tubarão   |
|    | Brasile (bandiera) | D     | Baralhas        |
|    | Brasile (bandiera) | D     | Sillas          |
|    | Brasile (bandiera) | C     | Rhaldney        |
|    | Brasile (bandiera) | D     | Luan Sales      |
|    | Brasile (bandiera) | D     | Airton          |

| N. |                       | Ruolo | Calciatore         |
| -- | --------------------- | ----- | ------------------ |
|    | Brasile (bandiera)    | D     | Heron              |
|    | Brasile (bandiera)    | D     | Adriano Martins    |
|    | Brasile (bandiera)    | C     | Thayllon           |
|    | Brasile (bandiera)    | D     | Alix Vinicius      |
|    | Brasile (bandiera)    | A     | Daniel Lima        |
|    | Brasile (bandiera)    | P     | Denivys            |
|    | Brasile (bandiera)    | D     | Igor Ribeiro       |
|    | Brasile (bandiera)    | P     | Léo                |
|    | Brasile (bandiera)    | C     | Max                |
|    | Brasile (bandiera)    | A     | Derek              |
|    | Costa Rica (bandiera) | A     | Joel Campbell      |
|    | Colombia (bandiera)   | D     | Yeferson Rodallega |
|    | Colombia (bandiera)   | C     | Mateo Zuleta       |
|    | Uruguay (bandiera)    | C     | Alejo Cruz         |

### Rosa 2023
Aggiornata al 7 gennaio 2023.
| N. |                    | Ruolo | Calciatore         |
| -- | ------------------ | ----- | ------------------ |
|    | Brasile (bandiera) | P     | Fernando Miguel    |
|    | Brasile (bandiera) | P     | Luan Polli         |
|    | Brasile (bandiera) | P     | Maurício Kozlinski |
|    | Brasile (bandiera) | P     | Leonardo           |
|    | Brasile (bandiera) | D     | Edson              |
|    | Brasile (bandiera) | D     | Ramon              |
|    | Brasile (bandiera) | D     | Pedro Henrique     |
|    | Brasile (bandiera) | D     | Éder               |
|    | Brasile (bandiera) | D     | Werley             |
|    | Brasile (bandiera) | D     | Moraes             |
|    | Brasile (bandiera) | D     | Oliveira           |
|    | Brasile (bandiera) | D     | Wanderson          |
|    | Brasile (bandiera) | D     | Natanael           |
|    | Brasile (bandiera) | D     | Michel             |
|    | Brasile (bandiera) | D     | Arnaldo            |
|    | Brasile (bandiera) | D     | Arthur Henrique    |
|    | Brasile (bandiera) | D     | Carlos Henrique    |
|    | Brasile (bandiera) | D     | Dudu               |
|    | Brasile (bandiera) | D     | Igor Cariús        |

| N. |                     | Ruolo | Calciatore       |
| -- | ------------------- | ----- | ---------------- |
|    | Brasile (bandiera)  | C     | André            |
|    | Brasile (bandiera)  | C     | Edson            |
|    | Brasile (bandiera)  | C     | Matheus Sales    |
|    | Perù (bandiera)     | C     | Paolo Redondo    |
|    | Brasile (bandiera)  | C     | Gabriel Baralhas |
|    | Brasile (bandiera)  | C     | Marlon Freitas   |
|    | Brasile (bandiera)  | C     | Matheus Barbosa  |
|    | Brasile (bandiera)  | C     | Maurício         |
|    | Brasile (bandiera)  | C     | João Paulo       |
|    | Brasile (bandiera)  | C     | Rodrigues        |
|    | Brasile (bandiera)  | C     | Bruno Tubarão    |
|    | Brasile (bandiera)  | A     | André Luis       |
|    | Paraguay (bandiera) | A     | Brian Montenegro |
|    | Brasile (bandiera)  | A     | Janderson        |
|    | Brasile (bandiera)  | A     | Kevin            |
|    | Brasile (bandiera)  | A     | Lucão            |
|    | Brasile (bandiera)  | A     | Ronald           |
|    | Brasile (bandiera)  | A     | Jonas Toró       |

### Rosa 2022
Aggiornata al 23 gennaio 2022.
| N. |                    | Ruolo | Calciatore         |
| -- | ------------------ | ----- | ------------------ |
|    | Brasile (bandiera) | P     | Fernando Miguel    |
|    | Brasile (bandiera) | P     | Luan Polli         |
|    | Brasile (bandiera) | P     | Maurício Kozlinski |
|    | Brasile (bandiera) | P     | Leonardo           |
|    | Brasile (bandiera) | D     | Ramon              |
|    | Brasile (bandiera) | D     | Pedro Henrique     |
|    | Brasile (bandiera) | D     | Éder               |
|    | Brasile (bandiera) | D     | Werley             |
|    | Brasile (bandiera) | D     | Oliveira           |
|    | Brasile (bandiera) | D     | Wanderson          |
|    | Brasile (bandiera) | D     | Natanael           |
|    | Brasile (bandiera) | D     | Michel             |
|    | Brasile (bandiera) | D     | Arnaldo            |
|    | Brasile (bandiera) | D     | Arthur Henrique    |
|    | Brasile (bandiera) | D     | Carlos Henrique    |
|    | Brasile (bandiera) | D     | Dudu               |
|    | Brasile (bandiera) | D     | Igor Cariús        |

| N. |                     | Ruolo | Calciatore       |
| -- | ------------------- | ----- | ---------------- |
|    | Brasile (bandiera)  | C     | André            |
|    | Perù (bandiera)     | C     | Paolo Redondo    |
|    | Brasile (bandiera)  | C     | Gabriel Baralhas |
|    | Brasile (bandiera)  | C     | Marlon Freitas   |
|    | Brasile (bandiera)  | C     | Matheus Barbosa  |
|    | Brasile (bandiera)  | C     | Maurício         |
|    | Brasile (bandiera)  | C     | Willian Maranhão |
|    | Brasile (bandiera)  | C     | João Paulo       |
|    | Brasile (bandiera)  | C     | Rodrigues        |
|    | Brasile (bandiera)  | A     | André Luis       |
|    | Paraguay (bandiera) | A     | Brian Montenegro |
|    | Brasile (bandiera)  | A     | Janderson        |
|    | Brasile (bandiera)  | A     | Kevin            |
|    | Brasile (bandiera)  | A     | Lucão            |
|    | Brasile (bandiera)  | A     | Ronald           |
|    | Brasile (bandiera)  | A     | Jonas Toró       |
|    | Brasile (bandiera)  | A     | Zé Roberto       |

### Rosa 2021
Aggiornata al 18 agosto 2021.
| N. |                    | Ruolo | Calciatore         |
| -- | ------------------ | ----- | ------------------ |
|    | Brasile (bandiera) | P     | Fernando Miguel    |
|    | Brasile (bandiera) | P     | Luan Polli         |
|    | Brasile (bandiera) | P     | Maurício Kozlinski |
|    | Brasile (bandiera) | P     | Leonardo           |
|    | Brasile (bandiera) | D     | Pedro Henrique     |
|    | Brasile (bandiera) | D     | Éder               |
|    | Brasile (bandiera) | D     | Werley             |
|    | Brasile (bandiera) | D     | Oliveira           |
|    | Brasile (bandiera) | D     | Wanderson          |
|    | Brasile (bandiera) | D     | Natanael           |
|    | Brasile (bandiera) | D     | Michel             |
|    | Brasile (bandiera) | D     | Arnaldo            |
|    | Brasile (bandiera) | D     | Arthur Henrique    |
|    | Brasile (bandiera) | D     | Carlos Henrique    |
|    | Brasile (bandiera) | D     | Dudu               |
|    | Brasile (bandiera) | D     | Igor Cariús        |

| N. |                     | Ruolo | Calciatore       |
| -- | ------------------- | ----- | ---------------- |
|    | Brasile (bandiera)  | C     | André            |
|    | Brasile (bandiera)  | C     | Gabriel Baralhas |
|    | Brasile (bandiera)  | C     | Marlon Freitas   |
|    | Brasile (bandiera)  | C     | Matheus Barbosa  |
|    | Brasile (bandiera)  | C     | Maurício         |
|    | Brasile (bandiera)  | C     | Willian Maranhão |
|    | Brasile (bandiera)  | C     | João Paulo       |
|    | Brasile (bandiera)  | C     | Rodrigues        |
|    | Brasile (bandiera)  | A     | André Luis       |
|    | Paraguay (bandiera) | A     | Brian Montenegro |
|    | Brasile (bandiera)  | A     | Janderson        |
|    | Brasile (bandiera)  | A     | Kevin            |
|    | Brasile (bandiera)  | A     | Lucão            |
|    | Brasile (bandiera)  | A     | Ronald           |
|    | Brasile (bandiera)  | A     | Jonas Toró       |
|    | Brasile (bandiera)  | A     | Zé Roberto       |

### Rosa 2020
| N. |                    | Ruolo | Calciatore        |
| -- | ------------------ | ----- | ----------------- |
|    | Brasile (bandiera) | P     | Gabriel Bernard   |
|    | Brasile (bandiera) | P     | Kozlinski         |
|    | Brasile (bandiera) | P     | Léo               |
|    | Brasile (bandiera) | P     | Lucas Pereira     |
|    | Brasile (bandiera) | D     | Éder              |
|    | Brasile (bandiera) | D     | Gilvan (capitano) |
|    | Brasile (bandiera) | D     | João Victor       |
|    | Brasile (bandiera) | D     | Michel            |
|    | Brasile (bandiera) | D     | Oliveira          |
|    | Brasile (bandiera) | D     | Dudu              |
|    | Brasile (bandiera) | D     | Luiz Henrique     |
|    | Brasile (bandiera) | D     | Luan              |
|    | Brasile (bandiera) | D     | Natanael          |
|    | Brasile (bandiera) | C     | Edson             |
|    | Brasile (bandiera) | C     | Marlon Freitas    |

| N. |                          | Ruolo | Calciatore        |
| -- | ------------------------ | ----- | ----------------- |
|    | Brasile (bandiera)       | C     | Matheus Frizzo    |
|    | Brasile (bandiera)       | C     | Willian Maranhão  |
|    | Bolivia (bandiera)       | C     | Henry Vaca        |
|    | Brasile (bandiera)       | C     | Matheus Vargas    |
|    | Brasile (bandiera)       | C     | Matheuzinho       |
|    | Brasile (bandiera)       | C     | Wellington Rato   |
|    | Brasile (bandiera)       | C     | Danilo Gomes      |
|    | Corea del Sud (bandiera) | A     | Chico             |
|    | Brasile (bandiera)       | A     | Édson Júnior      |
|    | Brasile (bandiera)       | A     | Gustavo Ferrareis |
|    | Brasile (bandiera)       | A     | Hyuri             |
|    | Brasile (bandiera)       | A     | Janderson         |
|    | Brasile (bandiera)       | A     | Júnior Brandão    |
|    | Brasile (bandiera)       | A     | Vitor Leque       |
|    | Brasile (bandiera)       | A     | Zé Roberto        |

### Rosa 2017
| N. |                    | Ruolo | Calciatore        |
| -- | ------------------ | ----- | ----------------- |
| 3  | Brasile (bandiera) | D     | Eduardo Gabriel   |
| 4  | Brasile (bandiera) | D     | Roger de Carvalho |
| 5  | Brasile (bandiera) | D     | Gilvan            |
| 6  | Brasile (bandiera) | D     | Bruno Pacheco     |
| 7  | Brasile (bandiera) | D     | Breno Lopes       |
| 8  | Brasile (bandiera) | C     | Silva             |
| 9  | Brasile (bandiera) | A     | Joao Pedro        |
| 10 | Brasile (bandiera) | C     | Jorginho          |
| 11 | Brasile (bandiera) | C     | Andrigo           |
| 12 | Brasile (bandiera) | P     | Marcão            |
| 14 | Brasile (bandiera) | D     | Ricardo Silva     |
| 15 | Brasile (bandiera) | C     | Everton Heleno    |
| 16 | Brasile (bandiera) | D     | André Castro      |
| 18 | Brasile (bandiera) | A     | Walter            |
| 22 | Brasile (bandiera) | D     | William Alves     |
|    | Brasile (bandiera) | C     | Luiz Fernando     |
|    | Brasile (bandiera) | C     | Igor Henrique     |

| N. |                    | Ruolo | Calciatore                 |
| -- | ------------------ | ----- | -------------------------- |
|    | Brasile (bandiera) | C     | Nicolas Vichiatto da Silva |
|    | Brasile (bandiera) | A     | Niltinho                   |
|    | Brasile (bandiera) | C     | Paulinho                   |
|    | Brasile (bandiera) | C     | Marcus Winícius            |
|    | Brasile (bandiera) | C     | Diego Rosa                 |
|    | Brasile (bandiera) | P     | Kléver                     |
|    | Brasile (bandiera) | D     | Jonathan Francisco Lemos   |
|    | Brasile (bandiera) | C     | Marcão Silva               |
|    | Brasile (bandiera) | A     | Alison                     |
|    | Brasile (bandiera) | A     | João Vitor                 |
|    | Brasile (bandiera) | C     | Denilson                   |
|    | Brasile (bandiera) | C     | Jefferson Nem              |
|    | Brasile (bandiera) | C     | Ronaldo                    |
|    | Brasile (bandiera) | A     | Pedro Henrique             |
|    | Brasile (bandiera) | P     | Lucas Frigeri              |
|    | Brasile (bandiera) | P     | Lucas                      |
|    | Brasile (bandiera) | C     | Luiz Felipe                |

### Rosa 2012
| N. |                    | Ruolo | Calciatore     |
| -- | ------------------ | ----- | -------------- |
|    | Brasile (bandiera) | P     | David          |
|    | Brasile (bandiera) | P     | Márcio         |
|    | Brasile (bandiera) | P     | Weverton       |
|    | Brasile (bandiera) | P     | Roberto        |
|    | Brasile (bandiera) | D     | Diego Giaretta |
|    | Brasile (bandiera) | D     | Gabriel        |
|    | Brasile (bandiera) | D     | Gilson         |
|    | Brasile (bandiera) | D     | Gustavo        |
|    | Brasile (bandiera) | D     | Leonardo       |
|    | Brasile (bandiera) | D     | Paulo Henrique |
|    | Brasile (bandiera) | D     | Reniê          |
|    | Brasile (bandiera) | D     | Adriano        |
|    | Brasile (bandiera) | D     | Bruninho       |
|    | Brasile (bandiera) | D     | Eron           |
|    | Brasile (bandiera) | D     | Marcos         |
|    | Brasile (bandiera) | D     | Rafael Cruz    |
|    | Brasile (bandiera) | C     | Carlos         |
|    | Brasile (bandiera) | C     | Dodó           |
|    | Brasile (bandiera) | C     | Ernandes       |

| N. |                    | Ruolo | Calciatore              |
| -- | ------------------ | ----- | ----------------------- |
|    | Brasile (bandiera) | C     | Marino                  |
|    | Brasile (bandiera) | C     | Pituca                  |
|    | Brasile (bandiera) | C     | Adriano Pimenta         |
|    | Brasile (bandiera) | C     | Bida                    |
|    | Brasile (bandiera) | C     | Danilinho               |
|    | Brasile (bandiera) | C     | Felipe Brisola          |
|    | Brasile (bandiera) | C     | Joílson                 |
|    | Brasile (bandiera) | C     | Rayllan                 |
|    | Brasile (bandiera) | C     | Reis                    |
|    | Brasile (bandiera) | A     | Alexandre Oliveira      |
|    | Brasile (bandiera) | A     | Diogo Campos            |
|    | Brasile (bandiera) | A     | Diogo França            |
|    | Brasile (bandiera) | A     | Felipe                  |
|    | Brasile (bandiera) | A     | Patric                  |
|    | Brasile (bandiera) | A     | Ricardo Bueno           |
|    | Brasile (bandiera) | A     | Watthimem               |
|    | Brasile (bandiera) | A     | Wesley                  |
|    | Brasile (bandiera) | C     | Mahatma Gandhi Heberpio |
|    | Brasile (bandiera) | C     | Jéferson                |

## Palmarès

### Competizioni nazionali
- Campeonato Brasileiro Série B: 1

2016
- Campeonato Brasileiro Série C: 2

1990, 2008

### Competizioni statali
- Campionato Goiano: 18

1944, 1947, 1949, 1955, 1957, 1964, 1970, 1985, 1988, 2007, 2010, 2011, 2014, 2019, 2020, 2022, 2023, 2024
- Campeonato Goiano Segunda Divisão: 1

2005

### Altri piazzamenti
- Coppa del Brasile:

Semifinalista: 2010
- Campeonato Brasileiro Série B:

Promozione: 2019
- Campionato Goiano:

Secondo posto: 1945, 1946, 1948, 1950, 1952, 1954, 1956, 1958, 1959, 1960, 1961, 1967, 1968, 1972, 1979, 1986, 1987, 1991, 1996, 2006, 2009, 2012, 2013
- Coppa Sudamericana:

Semifinalista: 2022